# Seznam paradoksov
Seznam paradoksov

## Fizika (astrofizika, fizikalna kozmologija)
- hidrodinamični paradoks (hidrodinamika)
- hidrostatični paradoks (hidrostatika)
- Ehrenfestov paradoks (teorija relativnosti)
- Wignerjev prijatelj (nerativistična kvantna mehanika)
- Schrödingerjev paradoks (kvantna mehanika)
- Olbersov paradoks (fizikalna kozmologija)
- paradoks dvojčkov (posebna teorija relativnosti)
- informacijski paradoks črnih lukenj (splošna teorija relativnosti, kvantna mehanika)

## Matematika, filozofija
- sanktpeterburški paradoks (verjetnostni račun, teorija odločitev)
- Simpsonov paradoks (statistika)
- Smaleov paradoks (diferencialna topologija)
- paradoks o lažnivcu (logika, matematična logika)
  - Epimenidov paradoks
- paradoks o brivcu (paradoks brivca; logika, matematična logika)
- paradoks nepričakovanega obešanja (logika, matematična logika)